# Хабибулла-хан
Хабибулла-хан (3 июня 1872, Самарканд[уточнить] — 20 февраля 1919) — эмир Афганистана с 1901 года до своего убийства в 1919 году.

## Биография

### Происхождение
Родился в городе Самарканд, Самаркандская область. Был старшим сыном в семье эмира Афганистана Абдур-Рахмана.

## Политика

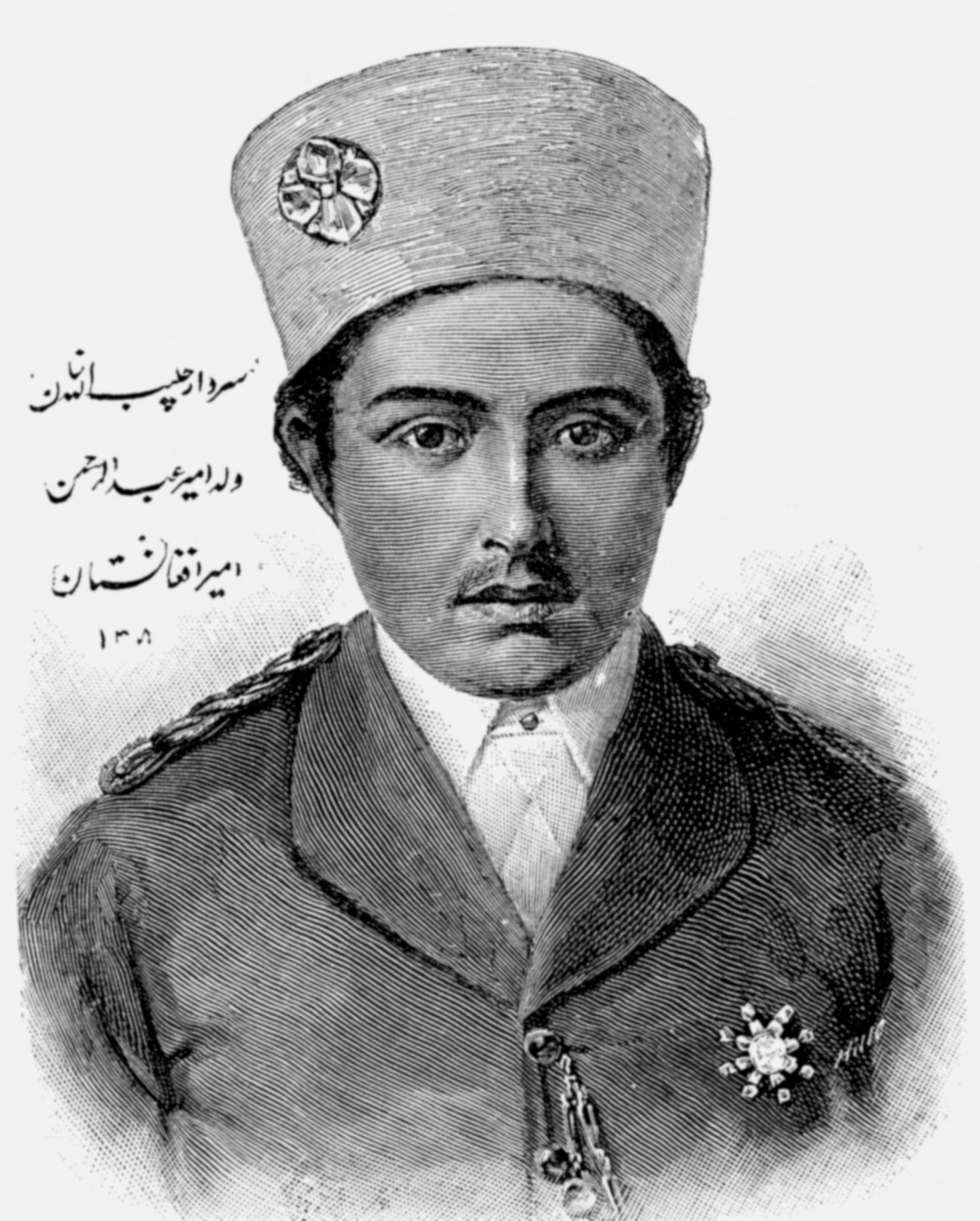
Хабибулла-хан на рисунке 1893 года.

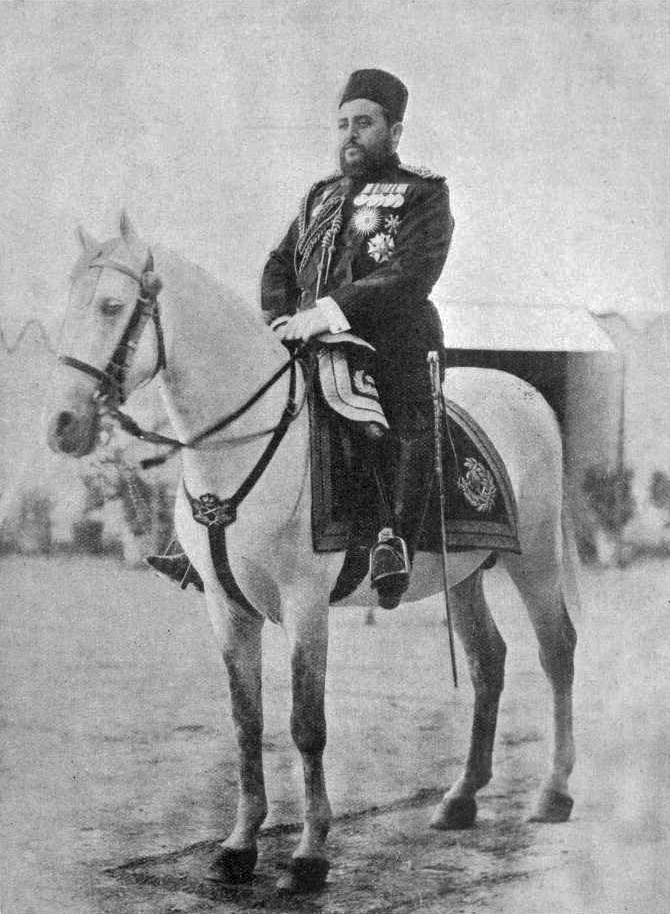
Хабибулла-хан на фотографии 1907 года.

Был относительно светским правителем, пытался модернизировать страну. В 1904 году в Кабуле основана Военная академия. Провёл некоторые правовые реформы и отменил ряд наиболее суровых уголовных наказаний, — хотя один из его главных советников Абдул-Латиф был приговорён к смертной казни в 1903 году и был до смерти забит камнями в Кабуле.
21 марта 1905 года подписал с Великобританией договор о полном отказе от самостоятельной внешней политики — в обмен на субсидию £ 160 тысяч в год. De facto это означало протекторат Британской империи над Афганистаном. В рамках «новой реальности» в том же 1905 году подписал договор о дружбе с Индией. В 1907 году нанёс в Британскую Индию официальный визит. В Калькутте вступил в масонскую ложу «Конкордия» (Lodge Concordia), за № 3102.
В 1908 году проведена телефонная линия Кабул-Джалалабад. В 1913 году в Кабуле основан центральный госпиталь.

### Хостинское восстание
2 мая 1912 года Хабибулла-хан столкнулся с единственным серьезным кризисом во время своего правления, когда в Хосте вспыхнуло восстание под руководством Джхандада Хана, соперника-претендента на афганский трон, известное как Хостинское восстание. Это восстание закончилось 14 августа 1912 года, после того как повстанцам было предоставлено уступки со стороны афганского правительства.

### Первая мировая война
Хабибулла-хан сохранил нейтралитет Афганистана в Первой мировой войне, несмотря на активное давление со стороны султана (падишаха) Османской империи (присвоившего себе титул «духовного правителя ислама»), желавшего заручиться поддержкой Афганистана. Османам-«младотуркам» симпатизировала влиятельная местная партия «младоафганцев», с которой эмиру приходилось считаться. Хабибулла даже был вынужден допустить в Кабул германо-турецкую миссию Оскара Нидермайера. Но в войну не вступил.

### Убийство

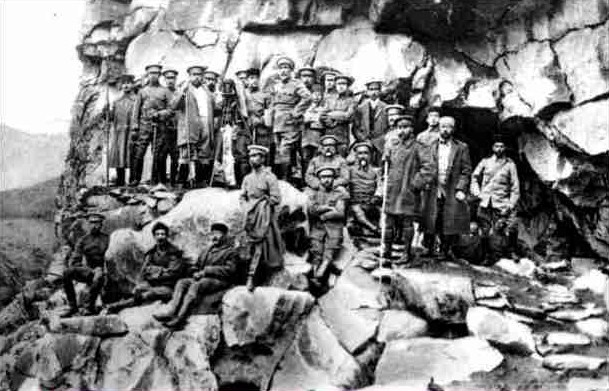
Хабибулла-хан с афганскими солдатами

Был убит во время охоты в провинции Лагман 20 февраля 1919 года. Незадолго до этого, 2 февраля, он потребовал от Британии предоставить стране полную независимость. Его брат Насрулла-хан находился у власти в течение недели (21-28 февраля), затем был заключён в тюрьму Аманулла-ханом, третьим сыном Хабибуллы.